# Jakotina (rijeka)
Jakotina je lijeva pritoka rijeke Vrbanje, u koju se ulijeva u Kotor Varošu.

## Vodotok
Jakotina izvire na sjeveroistočnim padinama Čemernice, iznad sela Kostići i ceste Banjaluka – Skender Vakuf.
Ušće joj je u Kotor Varošu.
Nakon međurječja s Cvrckom (također pritokom Vrbanje) i pritokama Ugra, silazi u relativno dubok kraći kanjon (dubok oko 300 m) – sve do ušća njene jedine (desne) pritoke Grabačovce. Pri samom ulazu u Kotor Varoš, slijede jedan manji i veliki vodopad (Bobas, visok oko 7 m). Na desnoj litici iznad vodopada je i šire poznati istoimeni izvor. Iznad Bobasa, na lijevoj strmoj padini, nalaze se ostatci zidina srednjovjekovnog grada Kotor Varoš.
Ovu rijeku prati lokalni put Kotor Varoš – Skender Vakuf.

## Povijesni kontekst
Nakon 2. svjetskog rata, iznad Bobasa su bili očuvani ostaci kule (sa zvonom promjera 5 m), tamnica i stepenište koje ih povezuje.
Jakotina na Bobasu razdvaja Kotor (naseljen pretežno Bošnjacima) i Čepak (s Podbarnicana; pretežno naseljen Hrvatima). Uzvodno od ušća Jakotine (do Kruševa Brda i nizvodno – sve do ušća Vrbanje u Vrbas, u ratu u BiH (1992.–1995.), u slivu Vrbanje su gotovo sva bošnjačka i hrvatska naselja izrazito devastirana, a lokalno stanovništvo protjerivano i ubijano.

## Poveznice
- Porječje Vrbasa